# Stuart Townsend
Stuart Townsend (Dublín, 15 de diciembre de 1972) es un actor, director y productor irlandés de cine y televisión.

## Biografía
Townsend nació en Howth, un suburbio a 18 km al este del centro de la ciudad de Dublín, en 1972, hijo del golfista y profesor de golf Peter Townsend y de la modelo Lorna Townsend.
Tiene dos hermanos menores, Dylan y Chloe.
Su madre murió de hemorragia cerebral en 1994. 
Desde el segundo matrimonio de su padre, Stuart tiene dos hermanos, Hugo y Ella Townsend.
Siempre estuvo decidido a ser actor y comenzó su carrera apareciendo en varias películas de estudiantes, mientras asistía a la Gaiety School of Acting de Dublín, y fue aquí donde realizó su primer debut teatral no profesional en una producción titulada Tear Up The Black Sail.

## Trayectoria
Su debut profesional en el teatro lo ejecutó en 1994, en una producción titulada True Lines, dirigida por John Crowley y quien más tarde sería el director de Intermission. La obra teatral True Lines fue representada por primera vez en la ciudad de Kilkenny, luego en el Festival de Teatro de Dublín, y finalmente en el Bush Theater de Londres.
Las primeros roles actorales de Townsend en el cine fueron en cortometrajes irlandeses como Godsuit y Summertime. Su primera aparición en un largometraje fue en Trojan Eddie (1996), una coproducción británica e irlandesa. En 1997 obtuvo el papel principal en el filme británico Shooting Fish.
Después de su intervención en la película About Adam, donde representó el papel de un joven seductor, empezó a ser reconocido por los críticos y el público en general. A mediados del año 2000, regresó por poco tiempo al teatro londinense en la obra teatral Orpheus Descending perteneciente al dramaturgo estadounidense Tennessee Williams, donde interpretó el personaje de Val Xavier, junto a la compañía de Helen Mirren en el papel de Lady Torrance.
A partir del año 2000, ha actuado en películas de alto presupuesto como Queen of the Damned, donde realizó el papel de Lestat de Lioncourt, y en la película The League of Extraordinary Gentlemen en el papel de Dorian Gray.
Townsend fue contratado para hacer el papel de Aragorn en la Trilogía cinematográfica de El Señor de los Anillos, pero fue reemplazado el día antes de que iniciase la producción cinematográfica de la película por el actor Viggo Mortensen. Townsend ha manifestado:

Estuve practicando y entrenando durante dos meses, y posteriormente fui despedido el día antes de que empezara el rodaje. Después de eso me dijeron que no me pagarían porque estaba incumpliendo el contrato por no haber trabajado lo suficiente. Había tenido dificultades con ellos, lo cierto es que me sentía casi aliviado de irme hasta que me indicaron que no me pagarían. No guardo sentimientos buenos hacia la gente que estaba a cargo, de verdad que no los tengo. En un principio, el director me quería en el papel y después aparentemente se lo pensó mejor, y eligió a alguien que tiene veinte años más que yo y es completamente diferente.

En 2005, participó en la producción Night Stalker junto a la actriz Gabrielle Union, la cual fue una nueva versión de la serie emitida por la cadena televisiva ABC titulada Kolchak: The Night Stalker. Sin embargo, la serie recibió malas clasificaciones y se canceló después de 6 episodios, y según los críticos, Townsend era muy joven para el papel de Carl Kolchak, en comparación con Darren McGavin quien interpretó el mismo papel en la serie original. En 2007 actuó en la comedia Chaos Theory junto al actor Ryan Reynolds.
En 2010, Townsend firmó para el papel de "Fandral" en la película de superhéroes de Kenneth Branagh "Thor", pero luego se fue debido a diferencias creativas. Jugó el papel principal de "XIII" en la serie de televisión franco-canadiense "XIII: La serie" (2011-2012). En 2015, apareció como ‘Dr. Wainwright "en la serie sobrenatural" Salem ". Tomó un descanso de la actuación y regresó en 2017 con un papel invitado en "Ley y orden: Unidad de víctimas especiales". Townsend ha firmado una película, "Grace and Grit", en un papel principal junto a Mena Suvari.

## Filmografía
| Año  | Título                                | Personaje            | Notas                                  |
| ---- | ------------------------------------- | -------------------- | -------------------------------------- |
| 1993 | Godsuit                               | John Slattery        |                                        |
| 1995 | Summertime                            | Andrew               |                                        |
| 1996 | Trojan Eddie                          | Dermot               |                                        |
| 1997 | Shooting Fish                         | Jez                  |                                        |
| 1997 | A flor de piel                        | Tom                  |                                        |
| 1998 | Resurrection Man                      | Victor Kelly         |                                        |
| 1999 | Simon Magus                           | David Mendel         |                                        |
| 1999 | Wonderland                            | Tim                  |                                        |
| 1999 | The Venice Project                    | Lark                 |                                        |
| 2000 | About Adam                            | Adam                 |                                        |
| 2002 | La reina de los condenados            | Lestat de Lioncourt  |                                        |
| 2002 | Trapped                               | Dr. William Jennings |                                        |
| 2003 | Shade                                 | Vernon               |                                        |
| 2003 | The League of Extraordinary Gentlemen | Dorian Gray          |                                        |
| 2004 | Head in the Clouds                    | Guy Malyon           |                                        |
| 2005 | The Best Man                          | Olly Pickering       |                                        |
| 2005 | Aeon Flux                             | Agente monicano      |                                        |
| 2007 | Chaos Theory                          | Buddy Endrow         |                                        |
| 2008 | Battle in Seattle                     | XX                   | Fue también el director de la película |
| 2009 | Maggie Hill                           | Terrence James       |                                        |
| 2011 | XIII (La Serie)                       | XIII ("Trece")       |                                        |
| 2013 | Betrayal                              | Jack McAllister      |                                        |
| 2017 | Ley y Orden                           | Declan Trask         | Temporada 18, capítulo 18              |
| 2021 | Apache Junction                       | Jericho Ford         |                                        |

## Vida privada

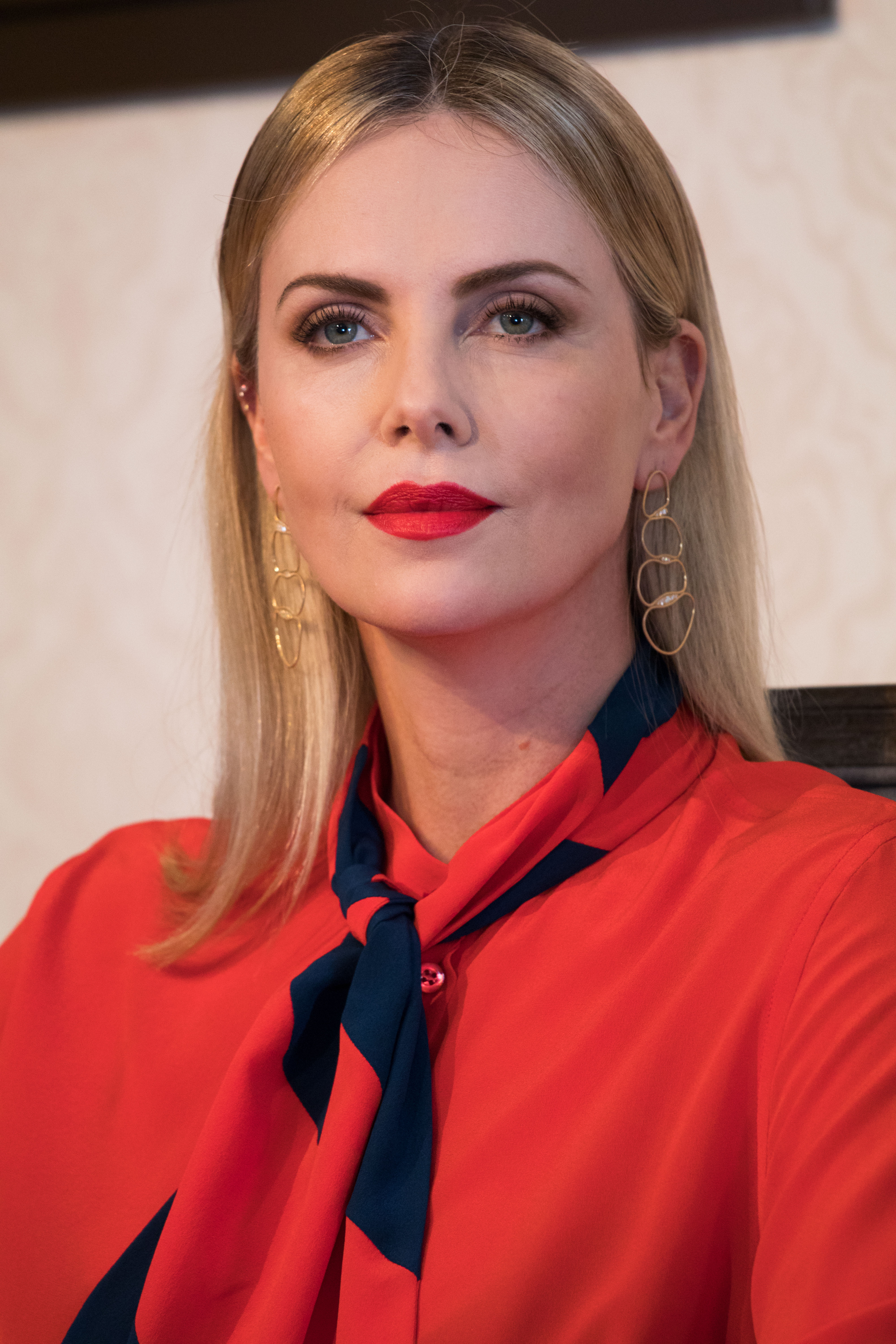
Charlize Theron en el Foro Mundial sobre Educación y Competencias 2018 en Dubái. 17 de marzo de 2018, entrevistada por el director general de la Fundación Varkey, Vikas Potas.

Townsend mantuvo una relación sentimental con la actriz Charlize Theron desde 2002, cuando la conoció en el rodaje de la película Trapped.
La pareja convivió por nueve años en Los Ángeles e Inglaterra. De hecho, ambos se consideraban casados sin haber efectuado un matrimonio real. Townsend declaró en una entrevista, «No tuvimos una ceremonia… No necesito un certificado del estado o de la iglesia que indique lo contrario. No existe una historia oficial de nuestro matrimonio, pero estamos casados… La considero mi esposa y ella me considera su esposo».
Sin embargo, en 2010, la relación amorosa llegó a su fin. El periódico británico Daily Mail citó un supuesto comentario de Theron sobre su relación en el que la actriz declaraba: «Me di cuenta de que nuestra relación parecía más de hermanos que de pareja».
En 2012, el actor se fue a vivir a Puerto Limón (en la costa caribeña de Costa Rica) con Ágatha Araya; fueron padres de dos hijos, Desmond y Ezra Townsend.
Según los informes, la pareja se separó en enero de 2019.
No se dio ninguna razón oficial para la separación de la pareja, pero se ha sugerido que fue debido al regreso de Stuart a la actuación profesional en 2017 que comenzó el camino hacia el final de la relación.